# Elizabeth Wilson
Elizabeth Welter Wilson (Grand Rapids, Míchigan, 4 de abril de 1921-New Haven, 9 de mayo de 2015) fue una actriz estadounidense, hija de Marie Ethel y Dunning Wilson.

## Biografía
Asistió a la Academia Americana de Arte Dramático en la ciudad de Nueva York, y estudió con Sanford Meisner en el Neighborhood Playhouse. 
Debutó en Broadway con Picnic en 1953. Entre los montajes en los que participó pueden mencionarse Desk Set (1955), El alma buena de Szechwan (1970), Sticks and Bones (1972), Tío Vania (1973), La ópera de los tres centavos (1976), La importancia de llamarse Ernesto (1977), Morning's at Seven (1980), You Can't Take It with You (1983), Ah, Wilderness! (1988), y A Delicate Balance (1996).
En cine intervino, entre otros títulos en Picnic (1955), The Goddess (1958), The Tunnel of Love (1958), A Child Is Waiting (1963), Los pájaros (1963), El graduado (1967), Jenny (1970), Catch-22 (1970), Little Murders (1971), The Day of the Dolphin (1973), The Prisoner of Second Avenue (1975), 9 to 5 (1980), Grace Quigley (1984), Regarding Henry (1991), The Addams Family (1991) y Quiz Show: El dilema (1994).

## Nominaciones
- 1957 BAFTA Film Award for Most Promising Newcomer - Patterns
- 1976 Drama Desk Award for Outstanding Actress in a Musical - Threepenny Opera[2]
- 1985 Drama Desk Award for Outstanding Actress in a Play - Salonika[2]
- 1987 Emmy Award for Outstanding Supporting Actress in a Miniseries or a Special - Nutcracker: Money, Madness & Murder[3]